# Hunduwa
Hunduwa (o potser Hinduwa) era una ciutat de la regió de Lukka (Lícia), propera a la costa sud, que es va revoltar contra els hitites abans del 1400 aC, juntament amb Dalawa. Madduwattas rei de Zippasla va suggerir que l'exèrcit hitita (dirigit per Kisbapili) atacaria Hunduwa i ell mateix Dalawa. En realitat Madduwattas es va aliar a Dalawa i amb la seva ajuda va fer caure a Kisnapili en un parany i va exterminar l'exèrcit hitita.